# Grand Prix de Patinação Artística no Gelo de 2005–06
O Grand Prix de Patinação Artística no Gelo de 2005–06 foi a décima primeira temporada do Grand Prix ISU, uma série de competições de patinação artística no gelo disputada na temporada 2005–06. São distribuídas medalhas em quatro disciplinas, individual masculino e individual feminino, duplas e dança no gelo. Os patinadores ganham pontos com base na sua posição em cada evento e os seis primeiros de cada disciplina são qualificados para competir na final do Grand Prix, realizada em Tóquio, Japão.
A competição foi organizada pela União Internacional de Patinação (em inglês:  International Skating Union), a série Grand Prix começou em 20 de outubro e continuaram até 18 dezembro de 2005.

## Calendário
| #     | Evento                             | Localização                       | Data              |
| ----- | ---------------------------------- | --------------------------------- | ----------------- |
| 1     | Skate America de 2005              | Atlantic City, NJ, Estados Unidos | 20–23 de outubro  |
| 2     | Skate Canada International de 2005 | St. John's, NL, Canadá            | 27–30 de outubro  |
| 3     | Cup of China de 2005               | Pequim, China                     | 3–11 de novembro  |
| 4     | Trophée Éric Bompard de 2005       | Paris, França                     | 17–20 de novembro |
| 5     | Cup of Russia de 2005              | São Petersburgo, Rússia           | 24–27 de novembro |
| 6     | NHK Trophy de 2005                 | Osaka, Japão                      | 1–4 de dezembro   |
| Final | Final do Grand Prix de 2005–06     | Tóquio, Japão                     | 16–18 de dezembro |

## Medalhistas

### Skate America
| Evento                        | Ouro                                             | Prata                                            | Bronze                                   | Ref   |
| Individual masculino detalhes | Daisuke Takahashi · Japão                        | Evan Lysacek · Estados Unidos                    | Brian Joubert · França                   | [ 1 ] |
| Individual feminino detalhes  | Elena Sokolova · Rússia                          | Alissa Czisny · Estados Unidos                   | Yoshie Onda · Japão                      | [ 2 ] |
| Duplas detalhes               | Zhang Dan · Zhang Hao · China                    | Rena Inoue · John Baldwin Jr. · Estados Unidos   | Julia Obertas · Sergei Slavnov · Rússia  | [ 3 ] |
| Dança no gelo detalhes        | Tanith Belbin · Benjamin Agosto · Estados Unidos | Isabelle Delobel · Olivier Schoenfelder · França | Oksana Domnina · Maxim Shabalin · Rússia | [ 4 ] |

### Skate Canada International
| Evento                        | Ouro                                            | Prata                                       | Bronze                                            | Ref   |
| Individual masculino detalhes | Emanuel Sandhu · Canadá                         | Jeffrey Buttle · Canadá                     | Nobunari Oda · Japão                              | [ 5 ] |
| Individual feminino detalhes  | Alissa Czisny · Estados Unidos                  | Joannie Rochette · Canadá                   | Yukari Nakano · Japão                             | [ 6 ] |
| Duplas detalhes               | Aliona Savchenko · Robin Szolkowy · Alemanha    | Maria Petrova · Alexei Tikhonov · Rússia    | Valérie Marcoux · Craig Buntin · Canadá           | [ 7 ] |
| Dança no gelo detalhes        | Marie-France Dubreuil · Patrice Lauzon · Canadá | Elena Grushina · Ruslan Goncharov · Ucrânia | Melissa Gregory · Denis Petukhov · Estados Unidos | [ 8 ] |

### Cup of China
| Evento                        | Ouro                                      | Prata                                    | Bronze                                     | Ref    |
| Individual masculino detalhes | Emanuel Sandhu · Canadá                   | Stéphane Lambiel · Suíça                 | Andrei Griazev · Rússia                    | [ 9 ]  |
| Individual feminino detalhes  | Irina Slutskaya · Rússia                  | Mao Asada · Japão                        | Shizuka Arakawa · Japão                    | [ 10 ] |
| Duplas detalhes               | Maria Petrova · Alexei Tikhonov · Rússia  | Pang Qing · Tong Jian · China            | Dorota Zagorska · Mariusz Siudek · Polônia | [ 11 ] |
| Dança no gelo detalhes        | Tatiana Navka · Roman Kostomarov · Rússia | Galit Chait · Sergei Sakhnovski · Israel | Megan Wing · Aaron Lowe · Canadá           | [ 12 ] |

### Trophée Éric Bompard
| Evento                        | Ouro                                        | Prata                                            | Bronze                                    | Ref    |
| Individual masculino detalhes | Jeffrey Buttle · Canadá                     | Brian Joubert · França                           | Gheorghe Chiper · Roménia                 | [ 13 ] |
| Individual feminino detalhes  | Mao Asada · Japão                           | Kim Yu-Na · Coreia do Sul                        | Shizuka Arakawa · Japão                   | [ 14 ] |
| Duplas detalhes               | Tatiana Totmianina · Maxim Marinin · Rússia | Pang Qing · Tong Jian · China                    | Valerie Marcoux · Craig Buntin · Canadá   | [ 15 ] |
| Dança no gelo detalhes        | Elena Grushina · Ruslan Goncharov · Ucrânia | Isabelle Delobel · Olivier Schoenfelder · França | Federica Faiella · Massimo Scali · Itália | [ 16 ] |

### Cup of Russia
| Evento                        | Ouro                                        | Prata                                    | Bronze                                     | Ref    |
| Individual masculino detalhes | Evgeni Plushenko · Rússia                   | Stéphane Lambiel · Suíça                 | Johnny Weir · Estados Unidos               | [ 17 ] |
| Individual feminino detalhes  | Irina Slutskaya · Rússia                    | Miki Ando · Japão                        | Yoshie Onda · Japão                        | [ 18 ] |
| Duplas detalhes               | Tatiana Totmianina · Maxim Marinin · Rússia | Julia Obertas · Sergei Slavnov · Rússia  | Dorota Zagorska · Mariusz Siudek · Polônia | [ 19 ] |
| Dança no gelo detalhes        | Tatiana Navka · Roman Kostomarov · Rússia   | Galit Chait · Sergei Sakhnovski · Israel | Oksana Domnina · Maxim Shabalin · Rússia   | [ 20 ] |

### NHK Trophy
| Evento                        | Ouro                                            | Prata                                        | Bronze                                            | Ref    |
| Individual masculino detalhes | Nobunari Oda · Japão                            | Evan Lysacek · Estados Unidos                | Daisuke Takahashi · Japão                         | [ 21 ] |
| Individual feminino detalhes  | Yukari Nakano · Japão                           | Fumie Suguri · Japão                         | Elena Liashenko · Ucrânia                         | [ 22 ] |
| Duplas detalhes               | Zhang Dan · Zhang Hao · China                   | Aliona Savchenko · Robin Szolkowy · Alemanha | Utako Wakamatsu · Jean-Sébastien Fecteau · Canadá | [ 23 ] |
| Dança no gelo detalhes        | Marie-France Dubreuil · Patrice Lauzon · Canadá | Albena Denkova · Maxim Staviski · Bulgária   | Anastasia Grebenkina · Vazgen Azrojan · Armênia   | [ 24 ] |

### Final do Grand Prix
| Evento                        | Ouro                                        | Prata                                       | Bronze                                          | Ref    |
| Individual masculino detalhes | Stéphane Lambiel · Suíça                    | Jeffrey Buttle · Canadá                     | Daisuke Takahashi · Japão                       | [ 25 ] |
| Individual feminino detalhes  | Mao Asada · Japão                           | Irina Slutskaya · Rússia                    | Yukari Nakano · Japão                           | [ 26 ] |
| Duplas detalhes               | Tatiana Totmianina · Maxim Marinin · Rússia | Zhang Dan · Zhang Hao · China               | Aliona Savchenko · Robin Szolkowy · Alemanha    | [ 27 ] |
| Dança no gelo detalhes        | Tatiana Navka · Roman Kostomarov · Rússia   | Elena Grushina · Ruslan Goncharov · Ucrânia | Marie-France Dubreuil · Patrice Lauzon · Canadá | [ 28 ] |

## Qualificação
|  | Patinadores qualificados para a Final do Grand Prix |
|  | Substitutos                                         |

### Individual masculino
| Classificação | Classificação        | Classificação  | Classificação | Classificação | Classificação | Classificação | Classificação | Classificação | Classificação |
| Pos.          | Nome                 | Nacionalidade  | USA           | CAN           | CHN           | FRA           | RUS           | JPN           | Total         |
| ------------- | -------------------- | -------------- | ------------- | ------------- | ------------- | ------------- | ------------- | ------------- | ------------- |
| 1             | Emanuel Sandhu       | Canadá         | –             | 12            | 12            | –             | –             | –             | 24            |
| 2             | Jeffrey Buttle       | Canadá         | –             | 9             | –             | 12            | –             | –             | 21            |
| 3             | Daisuke Takahashi    | Japão          | 12            | –             | –             | –             | –             | 7             | 19            |
| 4             | Nobunari Oda         | Japão          | –             | 7             | –             | –             | –             | 12            | 19            |
| 5             | Stephane Lambiel     | Suíça          | –             | –             | 9             | –             | 9             | –             | 18            |
| 6             | Evan Lysacek         | Estados Unidos | 9             | –             | –             | –             | –             | 9             | 18            |
| 7             | Brian Joubert        | França         | 7             | –             | –             | 9             | –             | –             | 16            |
| 8             | Evgeni Plushenko     | Rússia         | –             | –             | –             | –             | 12            | –             | 12            |
| 9             | Johnny Weir          | Estados Unidos | –             | 2             | –             | –             | 7             | –             | 9             |
| 10            | Kevin Van Der Perren | Bélgica        | 5             | –             | –             | –             | –             | 4             | 9             |
| 11            | Ben Ferreira         | Canadá         | –             | –             | 5             | –             | –             | 3             | 8             |
| 12            | Timothy Goebel       | Estados Unidos | 3             | –             | –             | 5             | –             | –             | 8             |
| 13            | Andrei Griazev       | Rússia         | –             | 0             | 7             | –             | –             | –             | 7             |
| 14            | Gheorghe Chiper      | Romênia        | –             | –             | –             | 7             | –             | –             | 7             |
| 15            | Matthew Savoie       | Estados Unidos | –             | 4             | 2             | –             | –             | –             | 6             |
| 16            | Yannick Ponsero      | França         | 4             | –             | –             | –             | –             | 2             | 6             |
| 17            | Takeshi Honda        | Japão          | –             | 5             | –             | –             | –             | 0             | 5             |
| 18            | Stefan Lindemann     | Alemanha       | –             | –             | –             | –             | 5             | 0             | 5             |
| 19            | Christopher Mabee    | Canadá         | 0             | –             | –             | –             | –             | 5             | 5             |
| 20            | Frederic Dambier     | França         | –             | –             | –             | 1             | 4             | –             | 5             |
| 21            | Zhang Min            | China          | –             | 1             | 4             | –             | –             | –             | 5             |
| 22            | Shawn Sawyer         | Canadá         | –             | 3             | –             | –             | 2             | –             | 5             |
| 23            | Samuel Contesti      | França         | –             | –             | –             | 4             | –             | –             | 4             |
| 24            | Alban Preaubert      | França         | –             | –             | 0             | –             | 3             | –             | 3             |
| 25            | Ryan Jahnke          | Estados Unidos | –             | –             | 3             | –             | –             | –             | 3             |
| 26            | Michael Weiss        | Estados Unidos | –             | –             | –             | 3             | –             | –             | 3             |
| 27            | Sergei Dobrin        | Rússia         | –             | –             | –             | 2             | 0             | –             | 2             |
| 28            | Dennis Phan          | Estados Unidos | 2             | –             | –             | –             | –             | –             | 2             |
| 29            | Li Chengjiang        | China          | –             | –             | 1             | –             | –             | –             | 1             |
| 30            | Yasuharu Nanri       | Japão          | –             | –             | –             | –             | 1             | –             | 1             |
| 31            | Ivan Dinev           | Bulgária       | –             | –             | –             | –             | –             | 1             | 1             |
| 32            | Sergei Davydov       | Bielorrússia   | 1             | –             | –             | –             | –             | –             | 1             |
| 33            | Ma Xiaodong          | China          | –             | –             | –             | 0             | –             | –             | 0             |
| 34            | Ilia Klimkin         | Rússia         | –             | –             | –             | –             | 0             | –             | 0             |
| 35            | Roman Serov          | Israel         | –             | –             | 0             | –             | –             | 0             | 0             |
| 36            | Wu Jialiang          | China          | –             | –             | 0             | –             | –             | –             | 0             |
| 37            | Anton Kovalevski     | Ucrânia        | –             | –             | –             | 0             | –             | –             | 0             |
| 38            | Karel Zelenka        | Itália         | –             | 0             | –             | –             | –             | –             | 0             |
| 39            | Song Lun             | China          | 0             | 0             | –             | –             | –             | –             | 0             |
| 40            | Kristoffer Berntsson | Suécia         | 0             | –             | –             | –             | 0             | –             | 0             |
| 41            | Jamal Othman         | Suíça          | –             | 0             | –             | 0             | –             | –             | 0             |
| 42            | Kazumi Kishimoto     | Japão          | –             | –             | 0             | –             | –             | –             | 0             |
| 43            | Andrei Lezin         | Rússia         | –             | –             | –             | 0             | –             | –             | 0             |
| 44            | Gao Song             | China          | –             | –             | –             | –             | 0             | –             | 0             |
| 45            | Silvio Smalun        | Alemanha       | 0             | –             | –             | –             | –             | –             | 0             |

### Individual feminino
| Classificação | Classificação           | Classificação  | Classificação | Classificação | Classificação | Classificação | Classificação | Classificação | Classificação |
| Pos.          | Nome                    | Nacionalidade  | USA           | CAN           | CHN           | FRA           | RUS           | JPN           | Total         |
| ------------- | ----------------------- | -------------- | ------------- | ------------- | ------------- | ------------- | ------------- | ------------- | ------------- |
| 1             | Irina Slutskaya         | Rússia         | –             | –             | 12            | –             | 12            | –             | 24            |
| 2             | Mao Asada               | Japão          | –             | –             | 9             | 12            | –             | –             | 21            |
| 3             | Alissa Czisny           | Estados Unidos | 9             | 12            | –             | –             | –             | –             | 21            |
| 4             | Yukari Nakano           | Japão          | –             | 7             | –             | –             | –             | 12            | 19            |
| 5             | Elena Sokolova          | Rússia         | 12            | –             | –             | 3             | –             | –             | 15            |
| 6             | Miki Ando               | Japão          | –             | –             | –             | –             | 9             | 5             | 14            |
| 7             | Joannie Rochette        | Canadá         | –             | 9             | –             | 5             | –             | –             | 14            |
| 8             | Shizuka Arakawa         | Japão          | –             | –             | 7             | 7             | –             | –             | 14            |
| 9             | Yoshie Onda             | Japão          | 7             | –             | –             | –             | 7             | –             | 14            |
| 10            | Elena Liashenko         | Ucrânia        | –             | –             | 5             | –             | –             | 7             | 12            |
| 11            | Fumie Suguri            | Japão          | –             | 1             | –             | –             | –             | 9             | 10            |
| 12            | Sasha Cohen             | Estados Unidos | –             | –             | –             | 9             | –             | –             | 9             |
| 13            | Liu Yan                 | China          | –             | 5             | 4             | –             | –             | –             | 9             |
| 14            | Kimmie Meissner         | Estados Unidos | –             | –             | –             | 4             | –             | 4             | 8             |
| 15            | Emily Hughes            | Estados Unidos | 4             | –             | –             | –             | 4             | –             | 8             |
| 16            | Sarah Meier             | Suíça          | –             | 4             | –             | –             | –             | 2             | 6             |
| 17            | Mira Leung              | Canadá         | 3             | 3             | –             | –             | –             | –             | 6             |
| 18            | Beatrisa Liang          | Estados Unidos | 5             | –             | –             | –             | –             | –             | 5             |
| 19            | Susanna Pöykiö          | Finlândia      | –             | w             | –             | –             | 5             | –             | 5             |
| 20            | Carolina Kostner        | Itália         | –             | 2             | –             | –             | –             | 3             | 5             |
| 21            | Julia Sebestyen         | Hungria        | 1             | –             | –             | –             | 3             | –             | 4             |
| 22            | Viktoria Pavuk          | Hungria        | –             | –             | 3             | –             | –             | 0             | 3             |
| 23            | Annette Dytrt           | Alemanha       | –             | –             | –             | 2             | –             | 1             | 3             |
| 24            | Fang Dan                | China          | 0             | –             | 2             | –             | –             | –             | 2             |
| 25            | Constanze Paulinus      | Alemanha       | 2             | –             | –             | –             | –             | –             | 2             |
| 26            | Anastasia Gimazetdinova | Uzbequistão    | –             | –             | –             | –             | 2             | –             | 2             |
| 27            | Hou Na                  | China          | –             | –             | 1             | –             | 0             | –             | 1             |
| 28            | Amber Corwin            | Estados Unidos | –             | –             | 0             | –             | 1             | –             | 1             |
| 29            | Galina Efremenko        | Ucrânia        | –             | –             | –             | 1             | –             | –             | 1             |
| 30            | Idora Hegel             | Croácia        | 0             | –             | 0             | –             | –             | –             | 0             |
| 31            | Lesley Hawker           | Canadá         | –             | 0             | –             | –             | –             | –             | 0             |
| 32            | Anne Sophie Calvez      | França         | –             | –             | –             | 0             | –             | –             | 0             |
| 33            | Joanne Carter           | Austrália      | –             | 0             | –             | –             | –             | –             | 0             |
| 34            | Karen Venhuizen         | Países Baixos  | –             | –             | –             | –             | –             | 0             | 0             |
| 35            | Tatiana Basova          | Rússia         | –             | –             | –             | –             | 0             | –             | 0             |
| 36            | Fleur Maxwell           | Luxemburgo     | –             | –             | –             | 0             | –             | –             | 0             |
| 37            | Miriam Manzano          | Austrália      | 0             | –             | –             | –             | –             | 0             | 0             |
| 38            | Nadege Bobillier        | França         | –             | –             | –             | 0             | –             | –             | 0             |
| 39            | Candice Didier          | França         | –             | –             | –             | 0             | –             | –             | 0             |
| 40            | Jenna McCorkell         | Reino Unido    | 0             | –             | –             | –             | –             | –             | 0             |

### Duplas
| Classificação | Classificação                            | Classificação  | Classificação | Classificação | Classificação | Classificação | Classificação | Classificação | Classificação |
| Pos.          | Nome                                     | Nacionalidade  | USA           | CAN           | CHN           | FRA           | RUS           | JPN           | Total         |
| ------------- | ---------------------------------------- | -------------- | ------------- | ------------- | ------------- | ------------- | ------------- | ------------- | ------------- |
| 1             | Tatiana Totmianina / Maxim Marinin       | Rússia         | –             | –             | –             | 12            | 12            | –             | 24            |
| 2             | Zhang Dan / Zhang Hao                    | China          | 12            | –             | –             | –             | –             | 12            | 24            |
| 3             | Maria Petrova / Alexei Tikhonov          | Rússia         | –             | 9             | 12            | –             | –             | –             | 21            |
| 4             | Aliona Savchenko / Robin Szolkowy        | Alemanha       | –             | 12            | –             | –             | –             | 9             | 21            |
| 5             | Pang Qing / Tong Jian                    | China          | –             | –             | 9             | 9             | –             | –             | 18            |
| 6             | Julia Obertas / Sergei Slavnov           | Rússia         | 7             | –             | –             | –             | 9             | –             | 16            |
| 7             | Rena Inoue / John Baldwin                | Estados Unidos | 9             | –             | –             | 5             | –             | –             | 14            |
| 8             | Valerie Marcoux / Craig Buntin           | Canadá         | –             | 7             | –             | 7             | –             | –             | 14            |
| 9             | Dorota Zagorska / Mariusz Siudek         | Polônia        | –             | –             | 7             | –             | 7             | –             | 14            |
| 10            | Utako Wakamatsu / Jean-Sebastien Fecteau | Canadá         | –             | 3             | –             | –             | –             | 7             | 10            |
| 11            | Elizabeth Putnam / Sean Wirtz            | Canadá         | 5             | –             | –             | –             | 4             | –             | 9             |
| 12            | Viktoria Borzenkova / Andrei Chuvilaev   | Rússia         | –             | 4             | –             | –             | –             | 5             | 9             |
| 13            | Jessica Dube / Bryce Davison             | Canadá         | 3             | –             | 5             | –             | –             | –             | 8             |
| 14            | Natalia Shestakova / Pavel Lebedev       | Rússia         | –             | –             | 4             | 4             | –             | –             | 8             |
| 15            | Maria Mukhortova / Maxim Trankov         | Rússia         | –             | 0             | –             | –             | 5             | –             | 5             |
| 16            | Anabelle Langlois / Cody Hay             | Canadá         | –             | 5             | –             | –             | –             | –             | 5             |
| 17            | Brittany Vise / Nicholas Kole            | Estados Unidos | –             | –             | –             | –             | 0             | 4             | 4             |
| 18            | Marcy Hinzmann / Aaron Parchem           | Estados Unidos | 4             | –             | –             | –             | –             | –             | 4             |
| 19            | Angelika Pylkina / Niklas Hogner         | Suécia         | –             | –             | –             | 0             | 3             | –             | 3             |
| 20            | Brooke Castile / Benjamin Okolski        | Estados Unidos | –             | –             | –             | 3             | 0             | –             | 3             |
| 21            | Marina Aganina / Artem Knyazev           | Uzbequistão    | –             | –             | 0             | –             | –             | 3             | 3             |
| 22            | Katie Orscher / Garrett Lucash           | Estados Unidos | –             | –             | 3             | –             | –             | –             | 3             |
| 23            | Rebecca Handke / Daniel Wende            | Alemanha       | 0             | –             | –             | 0             | –             | –             | 0             |
| 24            | Rumiana Spassova / Stanimir Todorov      | Bulgária       | –             | –             | 0             | –             | –             | 0             | 0             |
| 25            | Marylin Pla / Yannick Bonheur            | França         | 0             | –             | –             | 0             | –             | –             | 0             |
| 26            | Amanda Evora / Mark Ladwig               | Estados Unidos | 0             | 0             | –             | –             | –             | –             | 0             |
| 27            | Eva-Maria Fitze / Rico Rex               | Alemanha       | –             | –             | –             | –             | 0             | –             | 0             |
| 28            | Julia Beloglazova / Andrei Bekh          | Ucrânia        | 0             | –             | –             | –             | –             | 0             | 0             |
| 29            | Diana Rennik / Aleksei Saks              | Estônia        | –             | –             | –             | 0             | –             | –             | 0             |

### Dança no gelo
| Classificação | Classificação                            | Classificação  | Classificação | Classificação | Classificação | Classificação | Classificação | Classificação | Classificação |
| Pos.          | Nome                                     | Nacionalidade  | USA           | CAN           | CHN           | FRA           | RUS           | JPN           | Total         |
| ------------- | ---------------------------------------- | -------------- | ------------- | ------------- | ------------- | ------------- | ------------- | ------------- | ------------- |
| 1             | Tatiana Navka / Roman Kostomarov         | Rússia         | –             | –             | 12            | –             | 12            | –             | 24            |
| 2             | Marie-France Dubreuil / Patrice Lauzon   | Canadá         | –             | 12            | –             | –             | –             | 12            | 24            |
| 3             | Elena Grushina / Ruslan Goncharov        | Ucrânia        | –             | 9             | –             | 12            | –             | –             | 21            |
| 4             | Galit Chait / Sergei Sakhnovski          | Israel         | –             | –             | 9             | –             | 9             | –             | 18            |
| 5             | Isabelle Delobel / Olivier Schoenfelder  | França         | 9             | –             | –             | 9             | –             | –             | 18            |
| 6             | Oksana Domnina / Maxim Shabalin          | Rússia         | 7             | –             | –             | –             | 7             | –             | 14            |
| 7             | Tanith Belbin / Benjamin Agosto          | Estados Unidos | 12            | –             | –             | –             | –             | –             | 12            |
| 8             | Melissa Gregory / Denis Petukhov         | Estados Unidos | –             | 7             | –             | –             | 5             | –             | 12            |
| 9             | Megan Wing / Aaron Lowe                  | Canadá         | 5             | –             | 7             | –             | –             | –             | 12            |
| 10            | Federica Faiella / Massimo Scali         | Itália         | –             | –             | 3             | 7             | –             | –             | 10            |
| 11            | Kristin Fraser / Igor Lukanin            | Azerbaijão     | –             | 5             | 5             | –             | –             | –             | 10            |
| 12            | Albena Denkova / Maxim Staviski          | Bulgária       | –             | 0             | –             | –             | –             | 9             | 9             |
| 13            | Morgan Matthews / Maxim Zavozin          | Estados Unidos | –             | –             | 4             | 5             | –             | –             | 9             |
| 14            | Jana Khokhlova / Sergei Novitski         | Rússia         | –             | –             | –             | 3             | –             | 5             | 8             |
| 15            | Nathalie Pechalat / Fabian Bourzat       | França         | –             | –             | –             | 4             | 4             | –             | 8             |
| 16            | Anastasia Grebenkina / Vazgen Azrojan    | Armênia        | –             | –             | –             | 0             | –             | 7             | 7             |
| 17            | Elena Romanovskaya / Alexander Grachev   | Rússia         | –             | 4             | –             | –             | –             | 3             | 7             |
| 18            | Nozomi Watanabe / Akiyuki Kido           | Japão          | –             | –             | –             | 1             | –             | 4             | 5             |
| 19            | Christina Beier / William Beier          | Alemanha       | 3             | –             | –             | 2             | –             | –             | 5             |
| 20            | Jamie Silverstein / Ryan O'Meara         | Estados Unidos | 4             | –             | –             | –             | –             | –             | 4             |
| 21            | Chantal Lefebvre / Arseni Markov         | Canadá         | –             | 3             | –             | –             | –             | 1             | 4             |
| 22            | Olga Orlova / Vitali Novikov             | Rússia         | –             | –             | –             | –             | 3             | –             | 3             |
| 23            | Alexandra Kauc / Michal Zych             | Polônia        | –             | –             | 2             | –             | 1             | –             | 3             |
| 24            | Nora Hoffmann / Attila Elek              | Hungria        | –             | 0             | –             | –             | –             | 2             | 2             |
| 25            | Loren Galler-Rabinowitz / David Mitchell | Estados Unidos | –             | –             | –             | –             | 2             | –             | 2             |
| 26            | Tiffany Stiegler / Sergei Magerovski     | Estados Unidos | 2             | –             | –             | –             | –             | –             | 2             |
| 27            | Sinead Kerr / John Kerr                  | Reino Unido    | –             | 2             | –             | a             | –             | –             | 2             |
| 28            | Julia Golovina / Oleg Voiko              | Ucrânia        | 0             | –             | 1             | –             | –             | –             | 1             |
| 29            | Lauren Senft / Leif Gislason             | Canadá         | 1             | –             | –             | –             | –             | –             | 1             |
| 30            | Mylene Girard / Bradley Yaeger           | Canadá         | –             | 1             | –             | –             | –             | –             | 1             |
| 31            | Alexandra Zaretski / Roman Zaretski      | Israel         | –             | –             | 0             | –             | –             | 0             | 0             |
| 32            | Alessia Aureli / Andrea Vaturi           | Itália         | –             | 0             | –             | –             | 0             | –             | 0             |
| 33            | Ekaterina Rubleva / Ivan Shefer          | Rússia         | 0             | –             | –             | –             | –             | –             | 0             |
| 34            | Anna Zadorozhniuk / Sergei Verbillo      | Ucrânia        | –             | –             | –             | 0             | –             | 0             | 0             |
| 35            | Siobhan Karam / Joshua Mcgrath           | Canadá         | 0             | –             | –             | –             | 0             | –             | 0             |
| 36            | Yu Xiaoyang / Wang Chen                  | China          | –             | –             | 0             | –             | –             | –             | 0             |
| 37            | Nakako Tsuzuki / Kenji Miyamoto          | Japão          | –             | –             | –             | –             | 0             | 0             | 0             |
| 38            | Pernelle Carron / Mathieu Jost           | França         | –             | –             | –             | 0             | –             | –             | 0             |
| 39            | Laura Munana / Luke Munana               | México         | 0             | –             | –             | –             | –             | –             | 0             |
| 40            | Yang Fang / Gao Chongbo                  | China          | –             | 0             | –             | –             | –             | –             | 0             |